# Bellaguarda
Bellaguarda – gmina w Hiszpanii, w prowincji Lleida, w Katalonii, o powierzchni 17,45 km². W 2011 roku gmina liczyła 335 mieszkańców.